# Let's Say for Instance
Let's Say for Instance é o quarto álbum de estúdio da cantora escocesa Emeli Sandé, lançado em 6 de maio de 2022 pela Chrysalis Records. É o primeiro lançamento de Sandé com a Chrysalis, e primeiro álbum em uma gravadora independente. O álbum foi precedido pelo lançamento dos singles "Family", "Look What You've Done" (com o rapper Jaykae), "Brighter Days" e "There Isn't Much". Com o lançamento do album, Sandé iniciou uma turnê pelo Reino Unido e Europa a partir de maio de 2022.

## Antecedentes e estilo musical
Sandé explicou que ela "sentiu-se livre para se expressar mais naturalmente tanto lírica quanto musicalmente neste álbum e o seu desejo é que fosse uma experiência edificante para cada ouvinte e que eles a conhecessem em um nível muito mais profundo". Após o lançamento em setembro de 2021, o single principal "Family" foi chamado como uma "saída" do Soul e um início no estilo "mais pop ", enquanto durante o anuncio de lançamento do album, Sandé expôs que estava "explorando um novo território sonoro através de tons de música clássica, disco e um R&B nostálgico".

## Divulgação
O single principal "Family" foi lançado em 15 de setembro de 2021, seguido pelo dueto com Jaykae "Look What You've Done" no mês seguinte e "Brighter Days" em janeiro de 2022. O álbum foi anunciado em 15 de fevereiro de 2022. Sandé promoverá o álbum na Brighter Days Tour, que visitará o Reino Unido e a Europa em maio e junho de 2022.

## Recepção e critica
| Críticas profissionais | Críticas profissionais |
| Avaliações da crítica  | Avaliações da crítica  |
| Fonte                  | Avaliação              |
| ---------------------- | ---------------------- |

Fiona Shepherd, do The Scotsman, avaliou o álbum com três de cinco estrelas e escreveu que "Sandé pode falar sobre desnudar a alma através de suas músicas, mas há uma opacidade nas mensagens inspiradoras em suas letras que permite ao ouvinte projetar suas próprias experiências em suas canções de meio-de-estrada". Shepherd sentiu que a faixa "Brighter Days" soa como " Dolly Parton em vestes gospel" e chamou "Look in Your Eyes" de "devaneio de bom gosto e ritmo médio" com "old school Terry Lewis / Jimmy Jam - estilo soul funk". Revendo o álbum para musicOMH, Martyn Young opinou que "parece um álbum perfeitamente projetado para a era da lista de reprodução [...] mesmo que, como um todo, pudesse ser reduzido". Ele também o chamou de "um disco que destaca uma compositora e produtora talentosa fazendo o que ama e sendo gentilmente experimental com isso", comentando que Sandé está "livre das expectativas e pressões da onipresença cultural", portanto, ela "pode continuar fazendo aquilo que ela faz muito bem".
Escrevendo para PopMatters, Peter Piatkowski chamou as músicas do álbum de "na maioria das vezes, músicas pop inteligentes e edificantes com o tipo de letra inspiradora que acalmaria uma grande variedade de circunstâncias adversas", elogiando o "som agradavelmente diversificado" e as letras do álbum. "que soam como se tivessem vindo de uma vida inteira de experiência", semelhante a um "conjunto de caixas dos melhores episódios de The Oprah Winfrey Show ". Piatkowski escreveu ainda que "o calor de Sandé domina o álbum e suas músicas são como um abraço amoroso", chamando Let's Say for Instance "o álbum de soul que precisamos nestes tempos político-culturais cheios de lutas".

## Lista de músicas
| N.º            | Título                  | Produtor(es)             | Duração |  |
| 1.             | "Family"                | Davies                   |         |  |
| 2.             | "Look What You've Done" | Sande                    |         |  |
| 3.             | "July 25th"             | Sande                    |         |  |
| 4.             | "Oxygen"                | Fallen                   |         |  |
| 5.             | "Summer"                | Davies                   |         |  |
| 6.             | "My Pleasure"           | Prince Galalie Aquarelle |         |  |
| 7.             | "There Isn't Much"      | Naughty Boy Shakaveli    |         |  |
| 8.             | "September 8th"         | Booker T                 |         |  |
| 9.             | "Look in Your Eyes"     | Booker T                 |         |  |
| 10.            | "Ready to Love"         | Green                    |         |  |
| 11.            | "Wait for Me"           | Rachet                   |         |  |
| 12.            | "Another One"           | Fallen                   |         |  |
| 13.            | "Yes You Can"           | Sande Jones              |         |  |
| 14.            | "Brighter Days"         | Green                    |         |  |
| 15.            | "Superhuman"            | Sumser Sean Small        |         |  |
| 16.            | "World Go Round"        | Angry                    |         |  |
| Duração total: | Duração total:          | Duração total:           | 51:34   |  |

## Pessoal
- Emeli Sandé – vocais
- Bryony James – Violoncelo
- Rosie Danvers – Violoncelo, arranjo de cordas
- Annette Bowen – coral
- Becky Thomas – coral, arranjos vocais
- Christina Matovu – coral
- Dawn Connie Morton-Young – coral
- Josie Nugent – coral
- Kiing Gardner – coral
- Lawrence Rowe – coral
- Olivia Leisk – coral
- Red Farrell – coral
- Simons Brown – coral
- Richard Pryce – bateria
- Tommy Danvers – teclado
- Emma Owens – violão
- Meghan Cassidy – violão
- Ellie Stanford – violino
- Hayley Pomfrett – violino
- Jenny Sacha – violino
- Patrick Kiernan – violino
- Sarah Sexton – violino
- Steve Morris – violino
- Zara Benyounes – violino

Parte Técnica
- Sam Moses – masterização
- Matt Huber – mixagem
- Nick Taylor – engenharia de cordas

Arte
- Jimmy Turrell – arte
- Shea McChrsytal – design, layout
- Olivia Lifungula – fotografia

## Charts
| Chart (2022)                              | Peak position |
| ----------------------------------------- | ------------- |
| Bélgica (Ultratop Flandres)               | 68            |
| Escócia (Official Scottish Albums)        | 13            |
| Suíça (Schweizer Hitparade)               | 41            |
| Reino Unido (Official Albums Chart)       | 27            |
| Reino Unido (UK Independent Albums Chart) | 5             |